# Ivar Knudsen
Ivar Peter Bagger Knudsen (1. april 1861 i Følle ved Kalø – 23. marts 1920 i Bombay, Indien) var en dansk maskiningeniør og direktør for Burmeister & Wains skibsværft. Han var broder til politikeren Olga Knudsen.
Ivar Knuden var søn af købmand Jens Elsbert Knudsen (1826-1901) og Julie Vilhelmine Rønberg (1828-88). Faderen styrede en større købmandsvirksomhed i Følle ved Rønde. Ivar Knudsen var i maskinlære i Århus, blev svend og arbejdede en kort tid som maskinarbejder (klejnsmed i Vejle 1876-78, svend på Caroe og Leths Maskinfabrik i Århus 1881-82). 1882 tog han adgangseksamen ved den Polytekniske Læreanstalt og blev i 1887 cand.polyt. Derefter var Knudsen ingeniør ved opførelsen af Københavns Befæstning, og 1888-91 ingeniørassistent hos Stadsingeniøren i København. 1891-95 arbejdede han som maskiningeniør ved Københavns elværk i Gothersgade og fik her lejlighed til at udvikle sine store teoretiske og praktiske evner i samarbejde med mænd som daværende Stadsingeniør Charles Ambt og belysningsdirektør Windfeld Hansen. 1895 overtog han stillingen som ledende maskiningeniør ved A/S Burmeister & Wain, blev 1897 maskindirektør og 1908 leder af såvel maskinfabrikken paa Christianshavn som af skibsværftet på Refshaleøen.
Knudsen begyndte kort efter sin ansættelse i firmaet en omfattende modernisering af maskinfabrikken og opførte et stor-smederi i forbindelse med et stålstøberi, således at man blev i stand til at udnytte det stålaffald, som blev tilovers her i landet, en gren af virksomheden, som særlig under 1. verdenskrig fik meget stor Betydning dels for firmaet selv og dels for den danske maskinindustri, som derigennem var mere uafhængig af tilførsler fra udlandet. Centrifugefabrikationen, som tidligere havde haft stor betydning for firmaet, var, da Knudsen tiltrådte, gået meget tilbage, men det lykkedes Knudsen ved forbedrede Konstruktioner og en betydningsfuld opfindelse at udvikle fabrikationen således, at firmaet senere på fordelagtig måde kunne overdrage denne til et specialfirma og bedre blive i stand til at optage andre nye fabrikationsgrene. Gennem Knudsens store interesse for alle nye opfindelser og fremskridt på maskinindustriens område var firmaet stadig i første række ved optagelsen af fabrikationen af nye maskintyper som dampturbiner, jævnstrømsmaskiner og først og fremmest dieselmotoren. Det skyldtes Knudsens initiativ, at firmaet allerede 1897 overtog Rudolf Diesels patenter for Danmark, inden dieselmotoren endnu var fuldt udviklet, og først 1903 lykkedes det firmaet dels ved egne konstruktioner og dels ved konstruktioner fra Rudolf Diesels licenshavere i udlandet, at gøre motoren praktisk brugbar. Fabrikationen af denne maskine krævede den største nøjagtighed og viste, i hvor fuldkommen en grad det var lykkedes at modernisere selskabets værksteder 1895—1903.
1911 blev det første store dieselskib på foranledning af Østasiatisk Kompagni sat i bygning, og 1912 gennemførtes denne store opgave under Knudsens ledelse, og grundlaget var derved lagt for en dansk skibsmotorindustri, som gjorde Knudsen og det selskab, han ledede, kendt over hele verden. Når det var lykkedes Burmeister & Wain under Knudsens ledelse så heldigt at gennemføre den vanskelige opgave, som bygningen af et stort søgående dieselmotorskib var, så tilkommer der Knudsen den fulde ære herfor. Han havde som ledende direktør for selskabet taget ansvaret for skibets bygning og gennem sit mangeårige arbejde i selskabet skabt de værksteder og samlet og udviklet den stab af dygtige mænd, som muliggjorde opgavens heldige løsning, der var betinget ikke så meget af de enkelte opfindelser ved detaillerne som ved hele den konstruktive og praktiske udførelse af anlægget. 1. april 1919 fratrådte Knudsen værftets daglige ledelse og trådte ind i selskabets bestyrelse som kommitteret. Men gennem sit arbejde med dieselmotorskibene var Knudsen kommet i forbindelse med flere af Englands ledende finansmænd, og han fik af disse opfordring til at bistå ved starten af store industrielle foretagender, en opgave, som viste, i hvor høj grad Knudsen havde vundet anseelse i udlandet, og hvilken ære han havde gjort sit land og den danske ingeniørstand ude i den store verden. Denne opgave medførte forskellige rejser og til sidst en rejse til Indien, hvorunder han pådrog sig en ptomain-forgiftning af fordærvede fødevarer, som pludselig midt i hans betydningsfulde virksomhed medførte døden. Han er begravet på Hellerup Kirkegård.
Han var i bestyrelsen for Dansk Ingeniørforening 1898-1901, blev Ridder af Dannebrogordenen 1900 og Dannebrogsmand 1907. 1912 fik han Fortjenstmedaljen i guld.
Der blev rejst en mindesten for ham i Følle 1932. Han er portrætteret af Michael Ancher og i et træsnit af L.B. Hansen 1913.
Knudsen boede på Svanemøllevej 56 i Ryvangskvarteret i en berømt villa fra 1904 tegnet af Carl Brummer. Villaen er i dag buddhistisk center.